# C/1852 K1 Chacornac
C/1852 K1 (Chacornac) è una cometa non periodica scoperta il 15 maggio 1852 dall'astronomo francese Jean Chacornac: a causa del ritardo della comunicazione della scoperta, gli astronomi Adolph Cornelius Petersen, tedesco, che l'osservò il 17 maggio 1852 e George Phillips Bond, statunitense, che l'osservò il 18 maggio 1852, per alcuni giorni ne furono ritenuti gli scopritori.

## La cometa e le Eta Eridanidi (ERI)
Unica caratteristica degna di nota della cometa è di avere una MOID con la Terra di sole 0,005 UA. Un piccolo valore della MOID indica spesso l'esistenza di uno sciame meteorico: i calcoli indicano che il radiante teorico dello sciame che potrebbe essere originato da questa cometa dovrebbe essere situato alle coordinate 02h 52m : di ascensione retta e 12° 6′ : di declinazione, un punto del cielo situato nei pressi della stella η Eridani situata nella costellazione dell'Eridano, e proprio a quelle coordinate celesti e nel periodo indicato dei calcoli, attorno all'11-12 agosto, c'è lo sciame meteorico delle Eta Eridanidi. Nonostante questi elementi l'origine di questo sciame meteorico non è ancora attribuita definitivamente alla cometa C/1852 K1 Chacornac in quanto necessita di ulteriori elementi di conferma.